# Einkommensverteilung in Kroatien
Die Einkommensverteilung in Kroatien betrachtet die Verteilung der Einkommen in Kroatien sowie deren Entwicklung. Die personelle Einkommensverteilung stellt dar, wie sich das Einkommen einer Volkswirtschaft auf einzelne Personen oder Bevölkerungsschichten (z. B. Frauen, Männer) verteilt. Sie wird von Eurostat auf Basis von verfügbaren Äquivalenzeinkommen gemessen.
Von 2010 bis 2017 war die Einkommensungleichheit in Kroatien rückgängig. Der Gini-Index Kroatiens sank von 31,6 auf 29,9 Punkte. Im EU-Vergleich liegt Kroatien damit auf Platz 14 (leicht unter dem EU Durchschnitt). Das Verhältnis der Einkommen der einkommensreichsten 20 Prozent zu den Einkommen der einkommensärmsten 20 Prozent beträgt 5. Demnach verdienen Kroaten im höchsten Einkommensquintil 5-mal so viel wie Kroaten im niedrigsten Einkommensquintil. Die Armutsquote in Kroatien hat sich seit 2011 kontinuierlich von 32,6 % im Jahr 2011 auf 26,4 % im Jahr 2017 verringert.

## Überblick
Die nachfolgende Tabelle gibt einen Überblick über Verteilungsindikatoren auf Basis der verfügbaren Äquivalenzeinkommen in Kroatien zwischen 2010 und 2017.
| Indikator                                                    | 2010  | 2011  | 2012  | 2013  | 2014  | 2015  | 2016  | 2017  |
| ------------------------------------------------------------ | ----- | ----- | ----- | ----- | ----- | ----- | ----- | ----- |
| Gini-Koeffizient                                             | 0,316 | 0,312 | 0,390 | 0,390 | 0,302 | 0,304 | 0,298 | 0,299 |
| S80/S20 Einkommensverhältnis                                 | 5,5   | 5,6   | 5,4   | 5,3   | 5,1   | 5,2   | 5,0   | 5,0   |
| von Armut oder sozialer Ausgrenzung bedrohte Personen (in %) | 31,1  | 32,6  | 32,6  | 29,9  | 29,3  | 29,1  | 27,9  | 26,4  |
| Armutsgefährdungsquote (in %)                                | 19,6  | 21,1  | 23,3  | 21,8  | 21,1  | 20,9  | 20,4  | 21,4  |

Blickt man auf die Entwicklung der Armutsindikatoren, so ist eine gegensätzliche Entwicklung zu beobachten. Der Anteil von sozialer Ausgrenzung oder Armut bedrohten Personen sanken von 31,1 % der Bevölkerung im Jahr 2010 auf 26,4 % im Jahr 2017. Die Armutsgefährdungsquote stieg jedoch im selben Zeitraum von 19,6 % auf 21,4 % an. Das Einkommen war 2015 wie folgt auf die Bevölkerung verteilt:
| Indikator (2015)                              | %      |
| --------------------------------------------- | ------ |
| Einkommensanteil des ersten Quintils          | 7,3 %  |
| Einkommensanteil des zweiten Quintils         | 13,1 % |
| Einkommensanteil des dritten Quintils         | 17,9 % |
| Einkommensanteil des vierten Quintils         | 23,5 % |
| Einkommensanteil des fünften Quintils         | 38,1 % |
| Armutsanteil ($5,5/Tag Level in PPP)          | 5,8 %  |
| Armutsanteil ($2/Tag Level in PPP)            | 2,24 % |
| Relative Armutslücke ($2/Tag Level in PPP)    | 0,86 % |
| Relative Armutslücke ($1,25/Tag Level in PPP) | 0,40 % |

Das einkommenschwächste Quintil verdiente 2015 7,3 % des verfügbaren Einkommens Kroatiens, während das oberste Quintil 38,1 % des Einkommens erhielt. Der Armutsanteil, gemessen als Personen mit einem niedrigeren Einkommen als umgerechnet 2 US-Dollar pro Tag, betrug im selben Jahr 2,24 % und 5,80 % bei 5,5 US-Dollar pro Tag (gemessen in Kaufkraftparität (PPP)).

## Definitionen von Einkommen
Die Art und Aggregation des Einkommens nimmt eine entscheidende Rolle für die Interpretation und die Vergleichbarkeit der Indikatoren ein. Grundsätzlich werden zwei Einkommensarten unterschieden. Das Primäreinkommen (oder Markteinkommen) bezeichnet das Einkommen, das am Markt verdient wird (z. B. durch unselbständige- und selbstständige Arbeit). Zieht man von diesem Einkommen die zu bezahlenden Steuern ab und fügt man erhaltene Staatstransfers hinzu erhält man das Sekundäreinkommen.
Das Primäreinkommen (oder Markteinkommen) umfasst Einkommen aus selbstständiger und unselbständiger Erwerbstätigkeit und Geschäftstätigkeit sowie Erträge aus Vermietung und Kapital vor Abzug von Steuern und Abgaben. Demnach bezieht sich die primäre Einkommensverteilung auf die Verteilung dieser Markteinkommen. Die sekundäre Einkommensverteilung bezieht sich auf das Sekundäreinkommen. Das ist jenes verfügbare Einkommen, das eine Person besitzt, nachdem der Staat Einkommen umverteilt hat. Diese Umverteilung beinhaltet den Abzug von Steuern sowie den Zuschuss von Transferleistungen wie Pensionen, Kranken- oder Arbeitslosengeld.
In der Regel wird das Sekundäreinkommen zwischen Staaten verglichen. Der Vergleich zwischen den Markteinkommen und den verfügbaren Einkommen gibt Aufschluss über den Umfang der verteilungspolitischen Maßnahmen im Land. Weiters wird für internationale Vergleiche das Äquivalenzeinkommen verwendet. Dafür werden alle Einkommensquellen nach Berücksichtigung von Steuern und Abgaben eines Haushalts addiert und durch die (erwachsenen) Mitglieder des Haushalts dividiert.

## Einkommensverteilung allgemein

### Median- und durchschnittliches Einkommen

Verlauf des Mittelwerts und Medians der realen und nominellen Einkommen in Kroatien von 2010 bis 2017. Kaufkraftbereinigt mittels HVPI (2015=100).

Das durchschnittliche Einkommen ist das Einkommen, das jeder Einwohner eines Landes bekommen würde, wenn das Gesamteinkommen in gleichen Teilen aufgeteilt werden würde. Das Medianeinkommen ist das Einkommen jenes Individuums, das sich genau in der Mitte der Einkommensverteilung befindet. Das bedeutet, dass jeweils die ärmere Hälfte eines Landes weniger als das Medianeinkommen besitzt, die reichere Hälfte verfügt mehr. Grundsätzlich ist das durchschnittliche Einkommen immer höher als das Medianeinkommen, da Spitzen-Einkommen das Durchschnittseinkommen erhöhen, das Medianeinkommen jedoch nicht.
2017 betrug das durchschnittliche nominelle Äquivalenzeinkommen in Kroatien 6.851 €. Der Schnitt der Europäischen Union lag bei mehr als dem Dreifachen (19.387 €). Das Medianeinkommen betrug 2017 in Kroatien 6.210 €, in der Europäischen Union durchschnittlich 16.909 €. In den letzten Jahren verzeichneten beide Größen einen U-förmigen Verlauf. In den Jahren nach der Finanzkrise sank das durchschnittliche Einkommen sowie das Medianeinkommen sowohl nominell als auch real. Erst 2013 stiegen sie wieder an und 2017 konnte das Niveau von 2010 übertroffen werden. Ein Grund dafür sind die Nachwirkungen der weltweiten Wirtschaftskrise. Kroatien konnte sich von der globalen Wirtschaftskrise längere Zeit nicht erholen, die Wirtschaft erlebte einen sechs Jahre andauernden wirtschaftliche Abschwung, von 2009 und 2014 fiel das BIP um fast 13 %. Die Anpassung des Real- und Nominaleinkommens in der Grafik ist auffällig: Zum einen entsteht, diese durch die Konstruktion der Inflationsbereinigung, bei der das nominale und reale Einkommen im Jahr 2015 gleich gesetzt werden. Dennoch ist der ähnliche Verlauf bei der Steigerung der Einkommen bemerkenswert.

Einkommensanteil der Top 10 % in Kroatien und der EU, 2010–2017

Einkommensanteil der Top 10 % in Kroatien und benachbarter Staaten, 2010–2017

### Anteil der Top 10% am Gesamteinkommen
Eine andere Perspektive auf Einkommensverteilung bieten die relativen Anteile von Einkommensgruppen am Gesamteinkommen. Das Einkommen einer Einkommensgruppe (z. B. der reichsten zehn Prozent) wird summiert und in Verhältnis mit dem Gesamteinkommen gesetzt. Wäre das Einkommen einer Gesellschaft völlig gleich verteilt, würden die reichsten zehn Prozent der Bevölkerung auch zehn Prozent des Einkommens erzielen. In der EU erhielten die einkommensstärksten zehn Prozent im Jahr 2017 durchschnittlich 23,9 % des Gesamteinkommens. In Kroatien lag dieser Wert mit 22,2 % mehr als eineinhalb Prozentpunkte darunter. Mit Ausnahme von 2015 sank der Einkommensanteil der reichsten zehn Prozent in Kroatien in den letzten acht Jahren um mehr als einen Prozentpunkt.
Im nebenstehenden Graph ist der Verlauf des Einkommensanteils in Kroatien und den Nachbarländern (Ungarn, Serbien und Slowenien) abzulesen. Vergleicht man den Verlauf des Einkommensanteils der Top 10 Prozent in Kroatien mit den Nachbarländern und dem EU-Durchschnitt zeigt sich, dass Kroatien hier sehr nahe am EU-Schnitt liegt. Die höchste Ungleichheit tritt in Serbien auf, die niedrigste in Slowenien. Ungarn erlebte in den letzten Jahren einen Anstieg der Ungleichheit.

Gini-Index des Einkommens vor und nach Sozialtransfers in Kroatien (2010–2017)

### Gini-Index
Der Gini-Index (oder Gini-Koeffizient) ist der gängigste Indikator für Ungleichheit. Auf einer Skala von 0 bis 100 (oder 0 bis 1 beim Gini-Koeffizienten) beschreibt er den Ausmaß der Ungleichheit einer Bevölkerung. Ein Gini-Index von 0 bedeutet Einkommensgleichheit – alle Einwohnerinnen und Einwohner beziehen Einkommen in gleicher Höhe. Ein Gini-Index von 100 zeigt totale Einkommensungleichheit an, eine Person besitzt das gesamte Einkommen eines Landes. Grundsätzlich werden Länder, deren Gini-Index zwischen 50 und 70 liegt, als relativ einkommensungleich bezeichnet. Liegt der Index zwischen 20 und 35 gelten sie als relativ einkommensgleich.

Verlauf des Gini-Index der Markteinkommen vor Sozialtransfers in Kroatien und benachbarten Ländern, 2010–2017

Gini-Index der Sekundäreinkommen nach Sozialtransfers in Kroatien und benachbarten Ländern, 2010–2017

Betrachtet man die Markteinkommen, das Einkommen, bevor der Staat mittels Steuern und Sozialtransfers umverteilt, hatte Kroatien 2017 einen Gini-Index von 47,8. Im EU-Schnitt war die Ungleichheit etwas höher, der Gini-Index lag bei 51 Punkten. Die Ungleichheit des verfügbaren Einkommens nach Sozialtransfers und Steuern ist bedeutend niedriger, der Gini-Index betrug in Kroatien 29,9 und in der EU 30,7. Seit 2010 blieb der Gini-Index in Kroatien relativ konstant.
Die nebenstehenden Graphen vergleichen den Gini-Index Kroatiens mit den Indizes benachbarter Staaten (Ungarn, Serbien und Slowenien) sowie dem EU-Durchschnitt. Der obere Graph zeigt den Verlauf der Gini-Indizes der Markteinkommen. Die höchste Einkommensungleichheit liegt in Serbien vor. Ungarn passte sich in den letzten Jahren dem EU-Durchschnitt an, Kroatien liegt klar darunter. Slowenien ist von diesen Staaten das Land mit der geringsten Ungleichheit bei den Markteinkommen. In den letzten beiden Jahren sank der Gini-Index in allen Ländern außer Serbien, das einen rapiden Anstieg des Index erlebte. Vergleicht man den oberen mit dem unteren Graphen wird klar, dass auch nach der Einkommensumverteilung durch den Staat Serbien die höchste und Slowenien die niedrigste Ungleichheit mit ähnlichem zeitlichen Verlauf aufweisen. Erstaunlich ist, dass die Umverteilung in Ungarn relativ stark ist, bei den Sekundäreinkommen liegt der Gini-Index klar unter dem EU-Durchschnitt – auch wenn er in den vergangenen Jahren stark anstieg. Kroatien liegt seit 2014 unter dem EU-Durchschnitt, davor lag es knapp darüber.

#### Historische Entwicklung und Schätzung des Gini-Koeffizienten
Im ehemaligen Jugoslawien wurde alle fünf Jahre eine Erhebung zum Haushaltsverbrauch durchgeführt, die zur Analyse der Ungleichheit auf Ebene der Republik einschließlich Kroatien herangezogen werden konnte. Diese wurden in den Jahren 1973, 1978, 1983 und 1988 erhoben. Als 1998 eine neue Umfrage für Kroatien beauftragt worden war, gab es keine zuverlässigen Daten anhand derer die Verteilung der individuellen Einkommen beurteilt werden konnte. Ab 1998 wurde im Rahmen einer Haushaltsumfrage der Weltbank versucht Daten zur Ungleichheit und Armut in Kroatien zu erheben. Diese umfassten jedoch durch den Jugoslawienkrieg nicht die gesamte kroatische Bevölkerung und waren somit nicht repräsentativ, da die vom Krieg stärker betroffenen Gebiete unterrepräsentiert waren und so als Resultat die Ungleichheit stark unterschätzt wurde.
| Erhebungsjahr | Gini-Koeffizient |
| ------------- | ---------------- |
| 1973          | 0,300            |
| 1978          | 0,294            |
| 1983          | 0,271            |
| 1988          | 0,286            |
| 1998          | 0,297            |

Schätzungen der Weltbank über die Ungleichheit in anderen Übergangsländern Ende der 1980er Jahre zeigen die ungefähre Größenordnung des Gini-Koeffizienten von 0,19 für fast alle osteuropäischen Länder mit Ausnahme von Polen mit einem Gini-Koeffizienten von 0,24 und Russland mit 0,26. Die Datenbank von Deininger und Squire (1996) liefert ähnliche Daten mit einem geschätzten Gini-Koeffizienten für Polen Ende der 1980er Jahre von 0,254 und für die Sowjetunion von 0,278. Die von Nestic ausgewiesenen Schätzungen des Gini-Koeffizienten für Kroatien im Jahr 1988 von 0,29 erscheinen im Vergleich zu anderen Ländern in der Region plausibel. Dies wurde zu diesem Zeitpunkt aufgrund der marktfähigeren Elemente der kroatischen Wirtschaft und der stärkeren Liberalisierung gegenüber den anderen sozialistischen Volkswirtschaften erklärt.

### Entwicklung seit der Transition
Nach dem Zerfall der Sowjetunion und während des Jugoslawienkriegs Anfang der 1990er Jahre, machten die ehemaligen Ostblockländer eine Transition von (teilweise zentral-geplanten) sozialistischen Wirtschaften zu Marktwirtschaften durch. Dieser Liberalisierungsprozess hatte einen Anstieg der Einkommensungleichheit zur Folge. Die durchschnittliche Entwicklung des Gini-Koeffizienten der Transitionsökonomien zeigt einen Anstieg von 0,26 (1989) auf annähernd 0,35 Ende der 1990er Jahre. Die Einkommensungleichheit der Nachfolgerstaaten der UdSSR bzw. die Gemeinschaft Unabhängiger Staaten startete 1989 vom annähernd gleichen Ausgangsniveau, stieg jedoch viel rasanter an und erreichte 1996 mit einem Gini-Koeffizient von 0,43 den Höhepunkt. Im Gegensatz dazu entwickelte sich die Einkommensungleichheit in Kroatien relativ stabil zwischen Leveln von 0,28 und 0,30. Diese Ungleichheitswerte sind leicht höher als in den CEEC-5, aber unter denen der EU-25 bzw. dem Durchschnitt der Transitionsländer.
Mitte der 1990er Jahre fanden in Kroatien institutionelle Umbrüche am Arbeitsmarkt statt. 1992 wurde der erste nationale Kollektivvertrag unterzeichnet und 1995 ein neues Arbeitsgesetz eingeführt. 2003 verlor der Staat sein Monopol in der Jobvermittlung und weitere Liberalisierungsmaßnahmen wurden eingeführt. Die Lohnquote und Einkommensungleichheit in Kroatien weisen einen negativen Zusammenhang auf. Je höher der Anteil des Lohneinkommens am BIP, desto niedriger ist der Gini-Koeffizient ausgeprägt. Daraus kann geschlossen werden, dass die überdurchschnittlich hohe Lohnquote zur relativ stabilen Entwicklung der Einkommensungleichheit beigetragen hat. Außerdem gibt es einen negativen Zusammenhang zwischen der Dichte von Kollektivverträgen und dem Gini-Koeffizienten in Transitionsländern (inkl. Kroatien). Eine ähnliche negative Korrelation ist zwischen Gewerkschaftsdichte und Einkommensungleichheit in den ehemaligen sozialistischen Staaten festzustellen.
Neben der Steuer- & Arbeitsmarktpolitik ist das Level sowie die Qualität der Bildung der Bevölkerung ein entscheidender Grund für die Ungleichheit in Kroatien an. Dem Bildungssystem in Kroatien wird aufgrund der unterdurchschnittlichen Abschlüsse auf allen Levels ein schlechtes Zeugnis ausgestellt.

## Einkommensverteilung nach Geschlechtern

Einkommensverteilung im S80/S20 Einkommensquinitlverhältnis in Kroatien nach Geschlechtern.

### S80/S20 Einkommensquintilverhältnis
Wie der Gini-Koeffizient, ist auch das Quintilsverhältnis S80/S20 ein Maß zur Beschreibung der Ungleichverteilung der Einkommen. Es beschreibt das Verhältnis zwischen dem Gesamteinkommen der 20 % mit den höchsten Einkommen (oberstes Quintil) und dem Gesamteinkommen der 20 % mit den niedrigsten Einkommen (unterstes Quintil). Je weiter dieser Wert von 1 entfernt ist, desto ungleicher ist die Einkommensverteilung zwischen diesen beiden Gruppen. Unter Einkommen wird das verfügbare Äquivalenzeinkommen verstanden. Die Entwicklung des Einkommensquintilverhältnisses in Kroatien zwischen Männern und Frauen verläuft bis auf einen Ausreißer im Jahre 2013 ähnlich und glich sich in den letzten beiden Jahren an. Die Tendenz ist jedoch bis zum EU-Beitrittsjahr 2013 konträr zur Entwicklung im EU-Durchschnitt. Während die Ungleichheit in den EU-Staaten gemessen am Einkommensquintilverhältnis seit 2010 insgesamt zugenommen hat, ist sie in Kroatien gesunken. Seit dem EU-Beitritt Kroatiens am 1. Juli 2013, verläuft die Entwicklung der Einkommensquintilverhältnisse in Kroatien und im EU-Schnitt relativ gleichförmig. Das Einkommensquintilverhältnis bei Männern in Kroatien lag im Jahr 2017 zuletzt bei 5 (EU-Schnitt: 5,1) und bei Frauen bei 5,0 (EU-Schnitt: 5,1). Damit sind die Einkommensquintiverhältnisse für beide Geschlechter identisch.

### Unbereinigter Gender-Pay-Gap
Die unbereinigte geschlechtsspezifische Einkommenslücke (Gender-Pay-Gap) gibt die Differenz zwischen dem durchschnittlichen Bruttostundenlohn von Frauen und Männern als Prozentsatz des durchschnittlichen Bruttostundenlohns der männlichen Arbeitnehmer an. Die Gender-Pay-Gap wird mit folgenden Daten berechnet:
- der vierjährigen Erhebung über die Struktur des Verdienstes (SES) 2002, 2006, 2010 und 2014 in dem von der SES-Verordnung geforderten Umfang;
- nationale Schätzungen auf der Grundlage nationaler Quellen für die Jahre zwischen den SES-Jahren ab dem Bezugsjahr 2007 mit derselben Abdeckung wie der SES.

Die Daten werden nach Wirtschaftszweigen (Statistische Systematik der Wirtschaftszweige in der Europäischen Gemeinschaft – NACE), wirtschaftlicher Kontrolle des Unternehmens (öffentlich / privat) sowie Arbeitszeit (Vollzeit / Teilzeit) und Alter (sechs Altersgruppen) gegliedert.

Verdienstunterschied nach Geschlecht im NACE Sektor: Industrie, Baugewerbe und Dienstleistungen (ohne Öffentliche Verwaltung, Verteidigung und Sozialversicherung) in Kroatien und EU27, 2007–2017

Zur Untersuchung des Lohnunterschiedes zwischen Männern und Frauen wird der Gender Wage Gap berechnet. In der Grafik ist die Entwicklung des unbereinigten Gender Wage Gaps in den NACE2 Sektoren Industrie, Baugewerbe und Dienstleistungen (ohne Öffentliche Verwaltung, Verteidigung und Sozialversicherung) in Kroatien im Vergleich zu den EU-27 Mitgliedsstaaten zu sehen. Im Jahr 2010 lag das geschlechtsspezifische Verdienstgefälle in Industrie, Baugewerbe und Dienstleistungen in Kroatien bei 5 %. Leider sind nur wenige Daten verfügbar, erkennbar ist jedoch ein Anstieg der Lohnlücke auf zuletzt 11 %. Auf Basis der mangelhaften Datenlage könnte man von einer Verdoppelung des Einkommensgefälles zwischen Männern und Frauen zwischen 2010 und 2017 sprechen. Zum Vergleich: Der Gender Wage Gap im europäischen Durchschnitt lag im Jahr 2008 bei 17,3 % und sank bis 2017 lediglich um einen Prozentpunkt auf 16 %.

## Einkommensverteilung nach Regionen

Die Grafik zeigt Kroatien eingeteilt in die NUTS2-Regionen. Die NUTS2-Regionen sind eingefärbt abhängig vom durchschnittlichen verfügbaren Einkommen.

Die ungleiche Verteilung der Einkommen in Kroatien wird nicht nur im Geschlechtervergleich, sondern auch im räumlichen Vergleich sichtbar. Vergleicht man das kontinentale Kroatien mit dem adriatischen Kroatien lässt sich eine Ungleichheit zwischen den Regionen sowohl im kulturellen und gesellschaftlichen Bereich aber auch in Bezug auf ökonomische Aspekte feststellen.

### Verfügbares Haushaltseinkommen
Der Tourismus in Kroatien zählt zu den wichtigsten Wirtschaftszweigen und beträgt jährlich rund ein Fünftel des Bruttoinlandsprodukts. Dies zeigt sich auch in den höheren Einkommen der Bewohner der touristischen Küstenregionen im Vergleich zu den Bewohnern des kontinentalen Kroatiens. Während in den Küstenregionen im Jahr 2016 das verfügbaren Einkommen je Einwohner bei durchschnittlich 9.900 Euro lag, wies die Kontinentalregion ein verfügbares Einkommen je Einwohner von durchschnittlich 9.700 Euro auf. Ähnlich zu anderen europäischen Länder verfügt Kroatien über ein progressives Steuersystem. Dies führt dazu, dass in den verwendeten Daten bereits umverteilende Effekte basierend auf der progressiven Einkommensteuer und sozialer Transferleistungen zur Anwendung kamen. Ein Blick auf die zeitliche Entwicklung zeigt, dass sich das adriatische Kroatien erst kürzlich zur Besserverdiener-Region gewandelt hat und in den Jahren nach der Euro-Krise sogar ein deutlich niedrigeres verfügbares Einkommen pro Kopf aufwies als das kontinentale Kroatien. Über die Einkommensverteilung innerhalb der einzelnen Regionen (z. B. Zagreb und die 20 ländlichen Gespanschaften) kann leider keine Aussage getroffen werden, da die notwendigen Mikrodaten zur Kennzahlberechnung nicht veröffentlicht werden.

### Armut und soziale Ausgrenzung

Die Grafik zeigt Kroatien eingeteilt in die NUTS2-Regionen. Die NUTS2-Regionen sind eingefärbt abhängig von der prozentualen Armutsquote.

Eine Person ist laut Definition von Eurostat von Armut und sozialer Ausgrenzung bedroht, wenn sie armutsgefährdet ist, unter materieller Deprivation leidet oder in Haushalten mit sehr niedrigen Erwerbstätigkeit lebt. Eine Person mit einem Äquivalenzeinkommen unterhalb 60 % des nationalen Medianäquivalenzeinkommens gilt als armutsgefährdet. Materielle Deprivation ist definiert als die unfreiwillige Unfähigkeit sich bestimmte Güter des täglichen Lebens leisten zu können und umfasst zum einen die wirtschaftliche Belastung und zum anderen den Mangel an langlebigen Gebrauchsgütern. Der Anteil der von Armut bedrohten Bevölkerung in Kroatien betrug im Jahr 2017 zwischen 24,5 % im kontinentalen Kroatien und 27,3 % im adriatischen Kroatien. Über die Zeit betrachtet hat sich die Armutsquote in Kroatien seit 2011 kontinuierlich verringert von 32,6 % im Jahr 2011 auf 26,4 % im Jahr 2017, wobei die räumlichen Unterschiede über die Zeit gleich geblieben sind.